# 印度鸲属
印度鸲属（学名：Saxicoloides）是鹟科下的一个属。

## 下属物种
本属包括以下物种：
- 印度鸲 Saxicoloides fulicatus (Linnaeus, 1766)